# Tái định vị thương hiệu

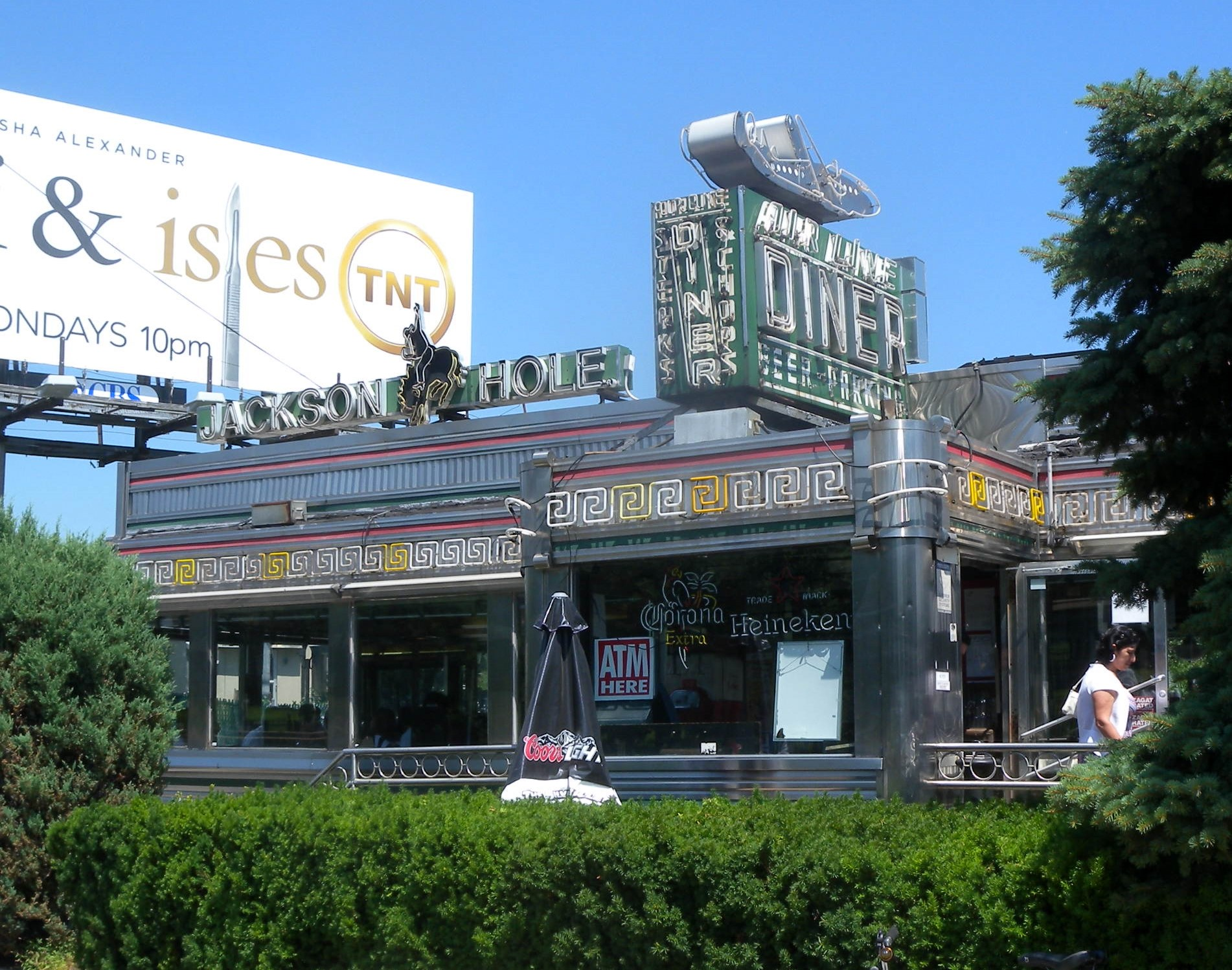
Air Line Diner, được tái định vị một phần thành Jackson Hole Diner

Tái định vị thương hiệu (Rebranding) là một chiến lược tiếp thị trong đó một tên gọi, thuật ngữ, biểu tượng, thiết kế, khái niệm hoặc sự kết hợp của các yếu tố này được tạo ra cho một thương hiệu đã có, với mục đích xây dựng một bản sắc mới, khác biệt trong tâm trí người tiêu dùng, nhà đầu tư, đối thủ cạnh tranh và các bên liên quan khác. Thông thường, điều này liên quan đến những thay đổi lớn về logo, tên gọi, tên pháp lý, hình ảnh, chiến lược tiếp thị và các chủ đề quảng cáo. Những thay đổi như vậy thường nhằm tái định vị thương hiệu/doanh nghiệp, đôi khi để tránh xa các hàm ý tiêu cực của thương hiệu trước đó hoặc để chuyển dịch thương hiệu sang hàng xa xỉ; chúng cũng có thể truyền tải thông điệp mới mà một hội đồng quản trị mới muốn gửi gắm.
Tái định vị thương hiệu có thể được áp dụng cho sản phẩm mới, sản phẩm đã trưởng thành hoặc thậm chí sản phẩm vẫn đang trong phát triển sản phẩm mới. Quá trình này có thể diễn ra thông qua thay đổi chiến lược tiếp thị hoặc trong các tình huống khác nhau như cơ cấu lại doanh nghiệp theo Chương 11, ngăn chặn công đoàn hoặc phá sản. Tái định vị thương hiệu cũng có thể đề cập đến việc thay đổi một công ty hoặc thương hiệu doanh nghiệp có thể sở hữu nhiều thương hiệu con cho sản phẩm hoặc công ty.

## Doanh nghiệp
Tái định vị thương hiệu đã trở thành một xu hướng vào thời điểm chuyển giao thiên niên kỷ, với một số công ty thực hiện nhiều lần. Việc Philip Morris tái định vị thành Altria được thực hiện để giúp công ty thoát khỏi hình ảnh tiêu cực. Những nỗ lực khác, chẳng hạn như việc Bưu điện Anh cố gắng tái định vị thành Consignia, lại thất bại đến mức phải chi thêm hàng triệu bảng để quay lại điểm xuất phát.
Trong một nghiên cứu 165 trường hợp tái định vị thương hiệu, Muzellec và Lambkin (2006) nhận thấy rằng dù tái định vị xuất phát từ chiến lược doanh nghiệp (ví dụ M&A) hay chính là chiến lược tiếp thị (thay đổi danh tiếng công ty), thì mục tiêu đều nhằm nâng cao, giành lại, chuyển giao và/hoặc tái tạo giá trị thương hiệu.
Theo Sinclair (1999:13), giới kinh doanh toàn cầu đều công nhận giá trị của thương hiệu. “Thương hiệu, cùng với quyền sở hữu bản quyền và nhãn hiệu, phần mềm máy tính và bí quyết chuyên môn, hiện nằm ở trung tâm của giá trị vô hình mà nhà đầu tư đặt vào các công ty.” Các công ty thế kỷ 21 có thể thấy cần thiết phải xem xét lại thương hiệu của mình xét theo sự phù hợp với người tiêu dùng và thị trường thay đổi. Những dự án tái định vị thành công có thể đem lại một thương hiệu tốt hơn trước.
Tiếp thị xây dựng nhận thức và liên tưởng trong trí nhớ khách hàng để họ biết (và được nhắc nhở) về các thương hiệu nhằm đáp ứng nhu cầu. Khi đã dẫn đầu, chính tiếp thị, chất lượng sản phẩm/dịch vụ nhất quán, định giá hợp lý và phân phối hiệu quả sẽ giữ thương hiệu đi trước đối thủ và mang lại giá trị cho chủ sở hữu (Sinclair, 1999:15).

### Động cơ
Doanh nghiệp thường tái định vị để ứng phó với các vấn đề bên ngoài và/hoặc bên trong. Các công ty thường có chu kỳ tái định vị nhằm bắt kịp thời đại hoặc vượt trước đối thủ. Họ cũng sử dụng tái định vị như một công cụ tiếp thị hiệu quả để che giấu các sai phạm trong quá khứ, từ đó loại bỏ hàm ý tiêu cực có thể ảnh hưởng đến lợi nhuận.
Các tập đoàn như Citigroup, AOL, American Express và Goldman Sachs đều sử dụng các nhà cung cấp dịch vụ bên thứ ba chuyên về chiến lược thương hiệu và phát triển bản sắc doanh nghiệp. Doanh nghiệp đầu tư nguồn lực đáng kể vào tái định vị và dịch vụ bên ngoài vì đó là cách bảo vệ họ khỏi việc bị khách hàng tẩy chay trong một thị trường cạnh tranh gay gắt. Tiến sĩ Roger Sinclair, chuyên gia hàng đầu về định giá thương hiệu và thực hành giá trị thương hiệu toàn cầu, nhận định: “Thương hiệu là một tài nguyên mà doanh nghiệp sở hữu, tạo ra lợi ích kinh tế trong tương lai.”

#### Khác biệt so với đối thủ
Doanh nghiệp tạo khác biệt so với đối thủ bằng các biện pháp từ thay đổi logo cho tới thân thiện môi trường. Khác biệt hóa quan trọng để thu hút thêm khách hàng và nhân sự chất lượng. Điều này đặc biệt rõ trong các thị trường bão hòa như ngành dịch vụ tài chính.

#### Loại bỏ hình ảnh tiêu cực
Các tổ chức có thể tái định vị một cách có chủ ý để loại bỏ hình ảnh tiêu cực trong quá khứ. Nghiên cứu cho thấy “sự quan ngại về cách tổ chức và các hoạt động của nó được nhìn nhận từ bên ngoài” có thể là động lực chính thúc đẩy việc tái định vị thương hiệu.
Trong bối cảnh doanh nghiệp, các nhà quản lý có thể sử dụng tái định vị như một chiến lược tiếp thị hiệu quả để che giấu sai phạm và tránh hoặc loại bỏ những hàm ý tiêu cực dẫn đến lợi nhuận suy giảm. Các tập đoàn như Philip Morris USA, Blackwater và AIG đều đã tái định vị nhằm thoát khỏi hình ảnh tiêu cực. Philip Morris USA đã đổi tên và logo thành Altria vào ngày 27 tháng 1 năm 2003 do các hàm ý tiêu cực liên quan đến sản phẩm thuốc lá có thể ảnh hưởng đến lợi nhuận của các thương hiệu khác như Kraft Foods.
Năm 2008, hình ảnh của AIG bị tổn hại do cần được Chính phủ Hoa Kỳ giải cứu trong khủng hoảng tài chính 2008. AIG được giải cứu vì Bộ Ngân khố Hoa Kỳ cho rằng AIG quá lớn để sụp đổ do quy mô và mối quan hệ phức tạp với các đối tác tài chính. Bản thân AIG là một tập đoàn quốc tế khổng lồ; tuy nhiên, các công ty con như AIG Retirement và AIG Financial lại chịu hàm ý tiêu cực do gói cứu trợ. Do đó, AIG Financial Advisors và AIG Retirement lần lượt tái định vị thành Sagepoint Financial và VALIC (Variable Annuity Life Insurance Company) để loại bỏ hình ảnh gắn với AIG.

#### Mất thị phần
Thương hiệu thường tái định vị để ứng phó với việc mất thị phần. Trong những trường hợp này, thương hiệu đã trở nên kém ý nghĩa với đối tượng mục tiêu và do đó bị mất thị phần vào tay đối thủ cạnh tranh.
Trong một số trường hợp, các công ty cố gắng khai thác giá trị thương hiệu còn sót lại. Ví dụ, Radio Shack đã tái định vị thành "the Shack" vào năm 2008 nhưng việc tái định vị này không giúp tăng thị phần trong ngành bán lẻ. Đến năm 2017, Radio Shack đã thu hẹp đáng kể sự hiện diện bán lẻ trực tiếp, đóng cửa hơn 1.000 cửa hàng và chuyển sang mô hình bán lẻ trực tuyến là chủ yếu.

#### Tình huống khẩn cấp
Tái định vị cũng có thể xảy ra ngoài ý muốn từ các tình huống phát sinh như cơ cấu lại doanh nghiệp theo “Chương 11” hoặc “phá sản”. Chương 11 là hình thức phục hồi hoặc tái tổ chức chủ yếu được sử dụng bởi các doanh nghiệp mắc nợ. Nó thường được gọi là phá sản doanh nghiệp, một hình thức tái tổ chức tài chính cho phép công ty tiếp tục hoạt động trong khi trả nợ. Các công ty như Lehman Brothers Holdings Inc, Washington Mutual và General Motors đều đã nộp đơn xin phá sản theo Chương 11.
Ngày 1 tháng 7 năm 2009, General Motors nộp đơn phá sản, và hoàn tất vào ngày 10 tháng 7 năm 2009. General Motors quyết định tái định vị toàn bộ cấu trúc bằng cách đầu tư nhiều hơn vào các dòng xe Chevrolet, Buick, GMC và Cadillac. Hơn nữa, họ quyết định bán Saab Automobile và ngừng các thương hiệu Hummer, Pontiac và Saturn. General Motors đã tái định vị bằng tuyên bố tái sinh công ty thành “The New GM” với “Ít thương hiệu hơn, mạnh mẽ hơn. Ít mẫu mã hơn, mạnh mẽ hơn. Hiệu quả cao hơn, tiết kiệm nhiên liệu tốt hơn, và công nghệ mới hơn” như quảng cáo tái sinh của họ đã khẳng định. Quảng cáo này cũng nhấn mạnh rằng việc loại bỏ thương hiệu “không phải là đóng cửa kinh doanh, mà là tập trung vào kinh doanh.”

#### Dòng sản phẩm
Các công ty như Dunkin' Donuts, Joann Fabrics và Weight Watchers đã loại bỏ hoặc viết tắt một phần tên công ty để gợi ý danh mục sản phẩm rộng hơn so với tên gọi ban đầu. Đây cũng là cách tiếp cận nhằm phục vụ các nhóm khách hàng khác nhau có thể quan tâm đến các sản phẩm khác nhau trong cùng ngành. Năm 2018, chuỗi nhà hàng pancake IHOP đã công bố một chiến dịch tái định vị thành "IHOb" để quảng bá dòng sản phẩm hamburger, nhưng cuối cùng không thực hiện.

#### Duy trì sự liên quan
Doanh nghiệp cũng có thể chọn tái định vị để duy trì sự phù hợp với (các) khách hàng và bên liên quan mới. Điều này có thể xảy ra khi hoạt động kinh doanh thay đổi, ví dụ như định hướng chiến lược và ngành nghề, hoặc thương hiệu không còn phù hợp với tập khách hàng mới. Chẳng hạn, một công ty có thể tái định vị để tên gọi dễ dùng hơn ở thị trường mới về mặt văn hóa hoặc ngôn ngữ.
Tái định vị cũng là cách làm mới hình ảnh để đảm bảo sức hút đối với khách hàng và các bên liên quan đương thời. Những gì từng mới mẻ và phù hợp có thể không còn như vậy sau nhiều năm.

## Sản phẩm
Đối với danh mục sản phẩm, khi chúng được tiếp thị riêng biệt đến nhiều thị trường mục tiêu thì gọi là phân khúc thị trường. Khi một phần của chiến lược phân khúc thị trường liên quan đến việc cung cấp các sản phẩm khác biệt đáng kể ở mỗi thị trường, điều này được gọi là khác biệt hóa sản phẩm. Quá trình phân khúc/khác biệt hóa sản phẩm này có thể được xem là một hình thức tái định vị thương hiệu. Điểm khác biệt là quá trình này không loại bỏ hình ảnh thương hiệu gốc. Tái định vị theo cách này cho phép sử dụng cùng một bộ kỹ thuật và kiểm định chất lượng để tạo ra nhiều sản phẩm với thay đổi tối thiểu và chi phí bổ sung ít. Một dạng khác của tái định vị sản phẩm là bán một sản phẩm do công ty khác sản xuất dưới một tên gọi mới: nhà thiết kế sản phẩm gốc là công ty sản xuất sản phẩm, thường ở nơi có chi phí vận hành thấp hơn, sau đó được một công ty khác gắn thương hiệu để bán.
Sau sáp nhập hoặc mua lại, các công ty thường tái định vị các sản phẩm vừa mua để giữ chúng nhất quán với dòng sản phẩm hiện có, chẳng hạn Symantec đưa các phần mềm bảo mật và tiện ích được mua lại vào thương hiệu Norton (bản thân là thương hiệu tách ra từ sản phẩm chủ lực Norton Antivirus). Điều này cũng có thể xảy ra ngược lại nếu thương hiệu được mua lại có mức độ nhận diện rộng hơn trên thị trường so với công ty mua lại, như trường hợp Chemical Bank sử dụng thương hiệu Chase sau khi sáp nhập.

## Doanh nghiệp nhỏ
Doanh nghiệp nhỏ đối mặt với những thách thức khác biệt so với các tập đoàn lớn và phải điều chỉnh chiến lược tái định vị thương hiệu cho phù hợp. Thay vì triển khai thay đổi dần dần, đôi khi doanh nghiệp nhỏ sẽ được lợi hơn khi tái định vị hình ảnh trong một khoảng thời gian ngắn – đặc biệt khi mức độ nhận biết thương hiệu hiện có còn thấp. “Ấn tượng mạnh mẽ đầu tiên đối với khách hàng mới mà thiết kế thương hiệu chuyên nghiệp mang lại thường vượt trội hơn so với nhận diện yếu ớt từ hình ảnh cũ kỹ hoặc thiết kế kém.”
Một sự thay đổi hình ảnh ở tập đoàn lớn có thể kéo theo chi phí khổng lồ (cập nhật bảng hiệu ở nhiều địa điểm, số lượng lớn tài liệu hiện có, truyền thông với hàng ngàn nhân viên, v.v.), trong khi doanh nghiệp nhỏ có thể linh động hơn và triển khai thay đổi nhanh chóng. Trong khi doanh nghiệp nhỏ có thể tăng trưởng mà không nhất thiết cần hình ảnh thương hiệu được thiết kế chuyên nghiệp, thì “tái định vị trở thành bước quan trọng để một công ty được xem xét nghiêm túc khi mở rộng sang thị trường cạnh tranh hơn và đối mặt với những đối thủ có hình ảnh thương hiệu vững chắc hơn”.

## Tác động
Tính phổ quát của thương hiệu công ty/sản phẩm trên tất cả các điểm chạm khách hàng khiến việc tái định vị trở thành một nhiệm vụ nặng nề cho doanh nghiệp. Theo mô hình tảng băng, 80% tác động là ẩn giấu. Mức độ ảnh hưởng của việc thay đổi thương hiệu phụ thuộc vào mức độ thay đổi được thực hiện.
Có nhiều yếu tố của thương hiệu có thể thay đổi trong quá trình tái định vị, bao gồm tên gọi, logo, tên pháp lý và bản sắc doanh nghiệp (bao gồm bản sắc thị giác và bản sắc ngôn ngữ). Những thay đổi chỉ ở logo công ty có tác động thấp nhất (gọi là thay logo), trong khi thay đổi tên, tên pháp lý và các yếu tố bản sắc khác sẽ tác động đến mọi phần của công ty và có thể gây chi phí cao cũng như ảnh hưởng lớn đối với các tổ chức phức tạp.
Tái định vị không chỉ tác động đến tài liệu tiếp thị mà còn cả các kênh số, URL, bảng hiệu, đồng phục và thư từ liên lạc.